# Hesperapis carinata
Hesperapis carinata là một loài ong trong họ Melittidae. Loài này được Stevens miêu tả khoa học đầu tiên năm 1919.